# Kantishna
Kantishna es un área no incorporada ubicada en el borough de Denali en el estado estadounidense de Alaska.

## Geografía
Kantishna se encuentra ubicado en las coordenadas 63°31′31″N 150°57′29″O / 63.52528, -150.95806.